# Disque de quantième

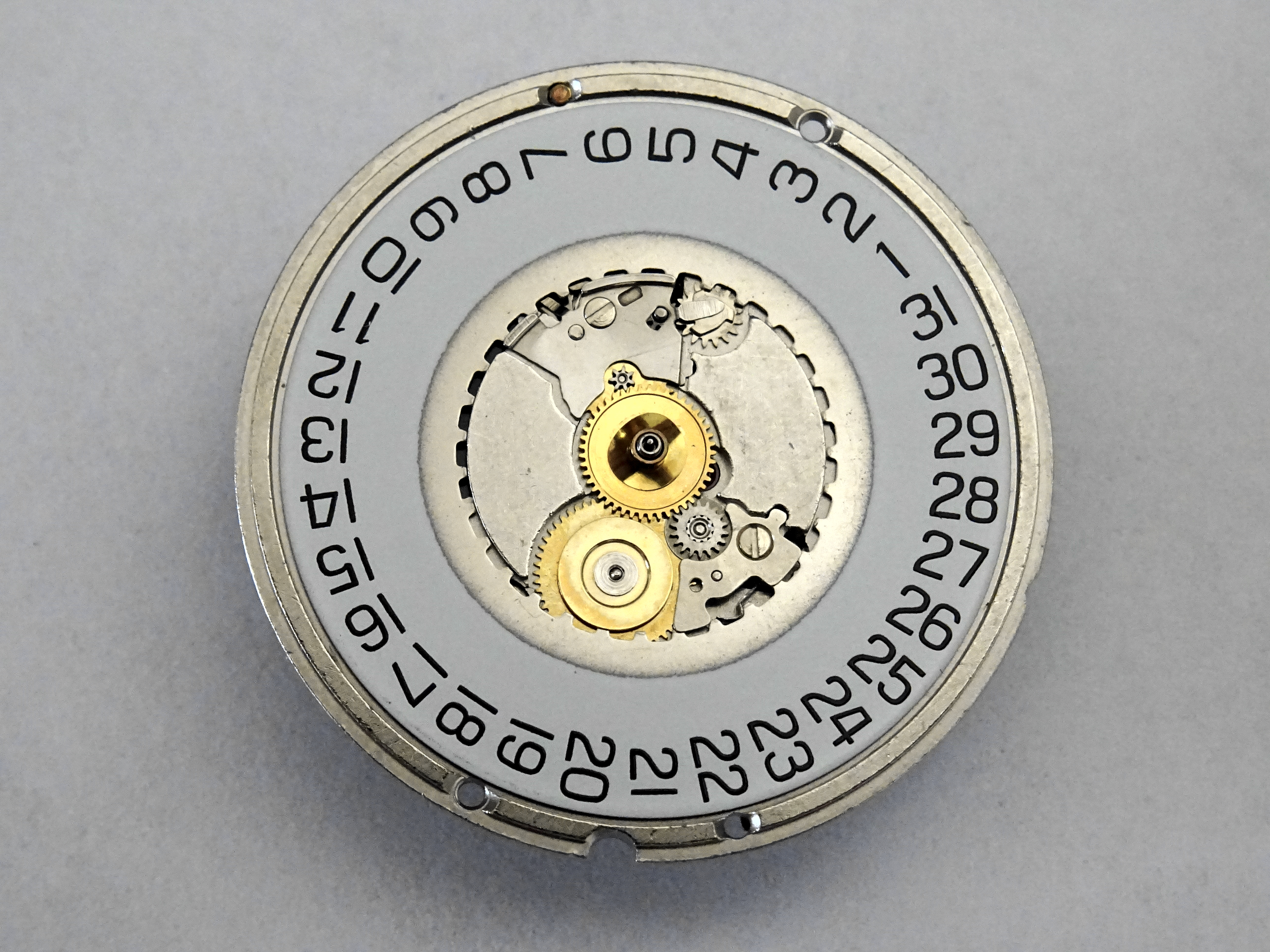
Mouvement ETA à quartz avec disque des quantièmes.

Le disque de quantième est un disque, normalement en laiton,  une  surface circulaire, faisant partie de l'ébauche d'un calibre de montre. Une fois décoré d'un fond, en général blanc, et des indications du quantième imprimées, il se loge dans un fraisage ad-hoc de la platine, connecté au mouvement par son engrenage.

## Types de disque de quantième
Le type le plus utilisé est celui n'indiquant que le jour du mois, suivi de la combinaison de la date et de l'indication du mois sous forme abrégée de trois lettres. D'autres variantes offrent l'indication du nom des jours et des mois en toute lettres.

## Disques pour d'autres indication
Des disques sont également utilisés pour indiquer les phases de la lune et autre complication horlogère, respectivement donner les indications des heures et minutes à la place d'aiguilles, ou toute autre combinaison.